# Weidmühlenstraße 13 (Echtz)

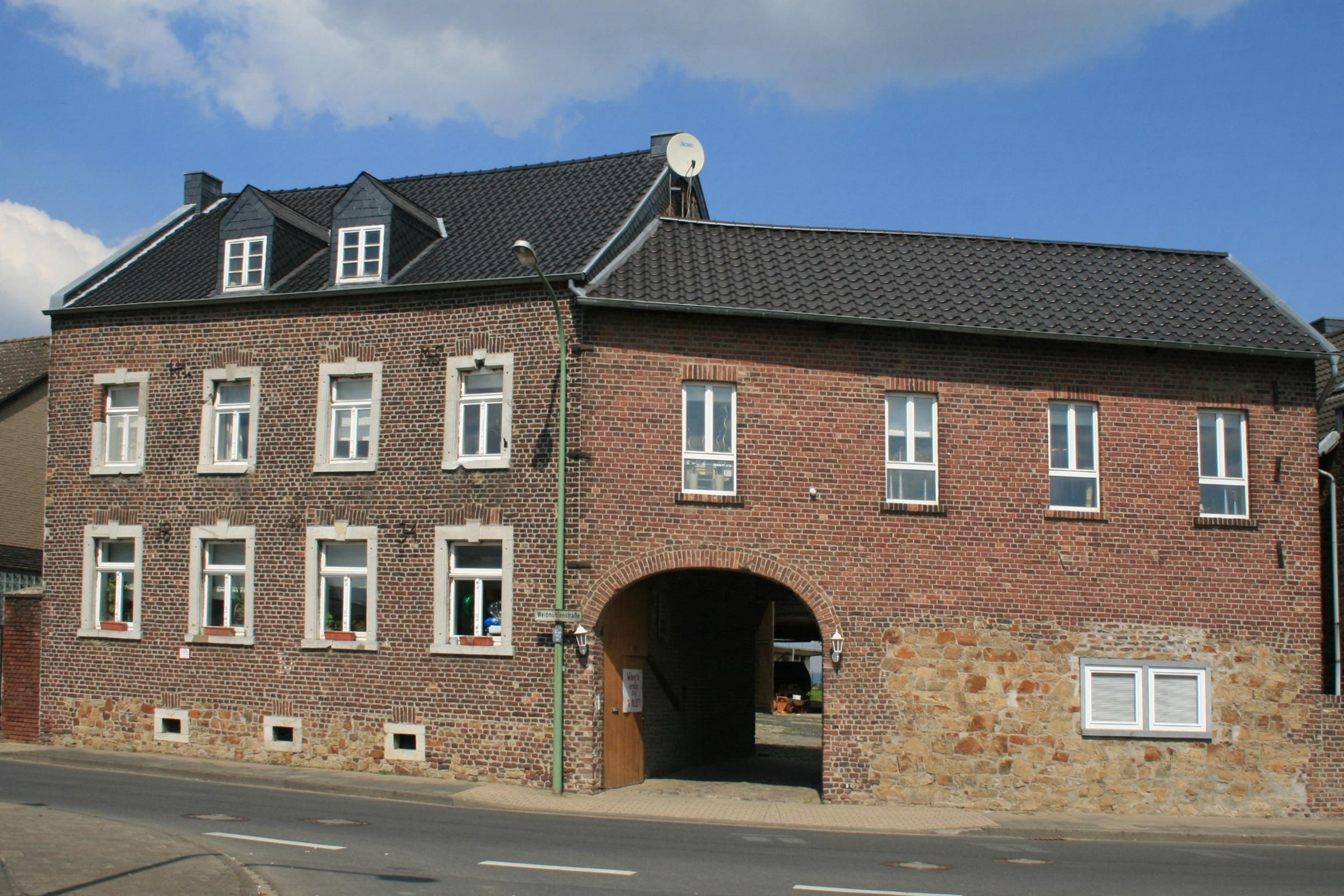

Das Gebäude Weidmühlenstraße 13 steht im Dürener Stadtteil Echtz im Kreis Düren, Nordrhein-Westfalen.
Durch einen Maueranker lässt sich das Bauwerk auf das Jahr 1834 datieren. 
Es handelt sich um eine vierflügelige Hofanlage mit straßenseitig zweigeschossigem Wohnhaus aus Backstein zu vier Achsen. Die Fenstergewände bestehen aus Blaustein. An das Haus schließt sich ein Wirtschaftsgebäude mit korbbogiger Toreinfahrt an. Das Objekt besitzt einen Bruchsteinsockel.  
Das Baudenkmal ist unter Nr. 8/002 in die Denkmalliste der Stadt Düren eingetragen.